# Inštitut za projektni management Ekonomsko-poslovne fakultete v Mariboru
Inštitut za projektni management deluje v okviru Raziskovalno-izobraževalnega centra Ekonomsko-poslovne fakultete Univerze v Mariboru.